# Lutherkirche (Görschlitz)

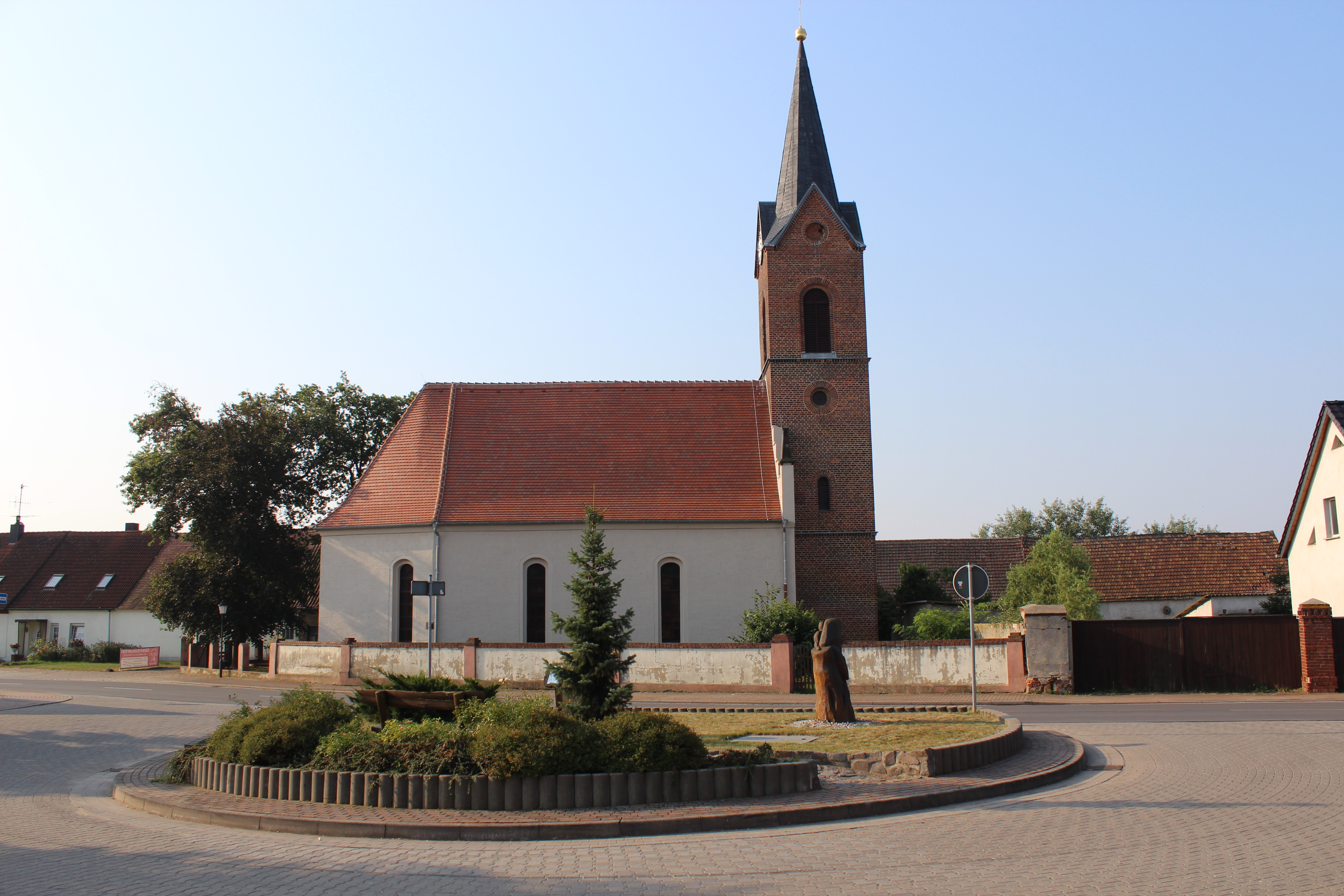
Lutherkirche Görschlitz

Die Lutherkirche im Ortsteil Görschlitz der Gemeinde Laußig (Landkreis Nordsachsen im Freistaat Sachsen) ist ein Kirchengebäude der Evangelischen Kirche in Mitteldeutschland. 
Das im 16. Jahrhundert entstandene Gebäude wird vom Baustil her den drei Epochen Renaissance, Barock und Historismus zugeordnet.

## Baubeschreibung und Geschichte

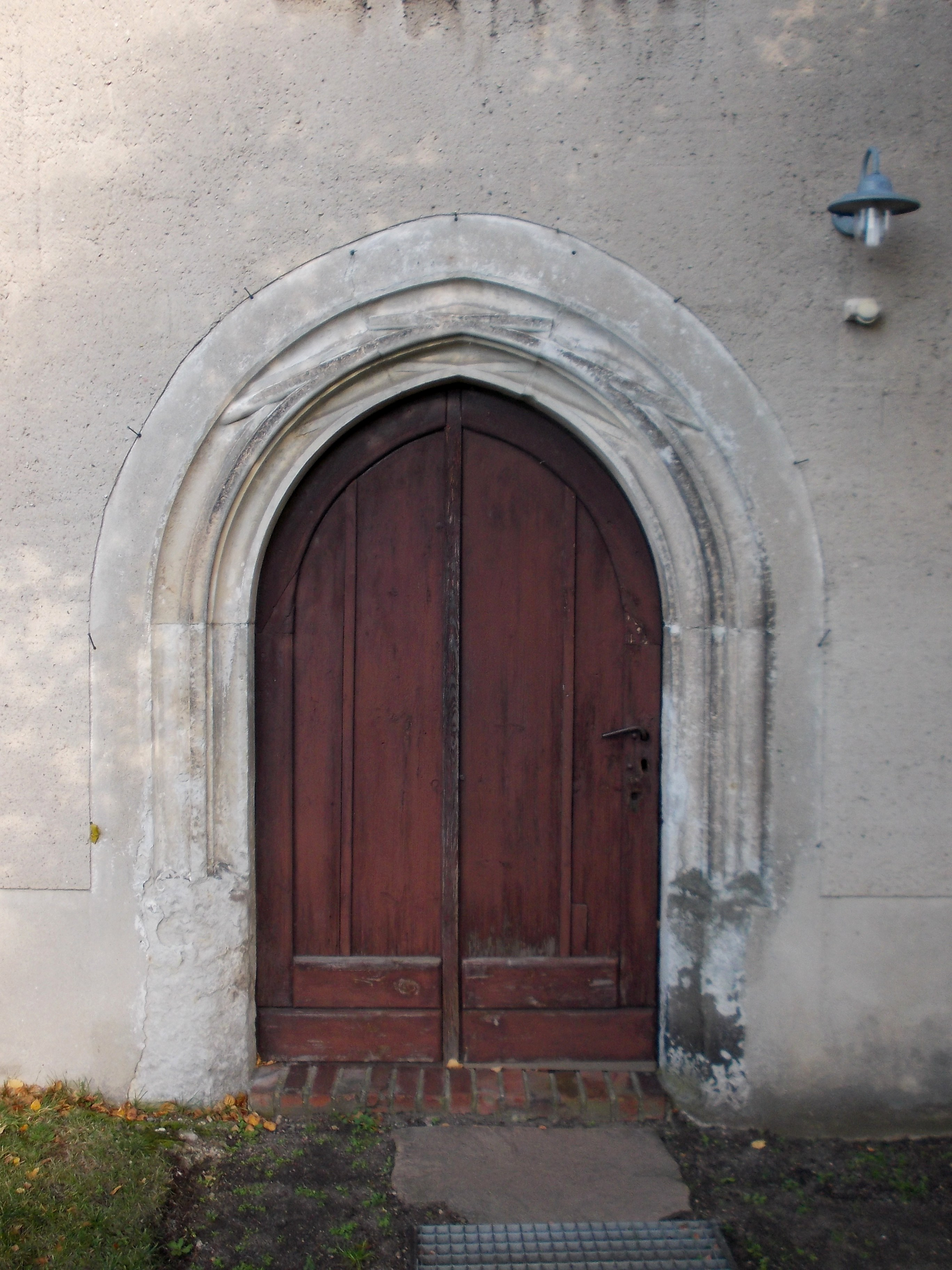
Das Spitzbogenportal aus dem Jahre 1848.

Bei der Görschlitzer Lutherkirche handelt es sich um einen aus dem 16. Jahrhundert stammenden verputzten Backsteinbau mit dreiseitigem Ostschluss. Im Westen des Kirchenschiffs ist ein Kirchturm mit quadratischem Grundriss zu finden. Dieser entstand im Jahre 1870, nachdem der Vorgängerturm wegen Einsturzgefahr 1809 abgetragen wurde. Als Baumaterial dienten rote Klinker. Gekrönt wird er von einem spitzen Kegeldach. Das neubarocke Spitzbogenportal der Kirche stammt aus dem Jahre 1848.
Das Innere der Kirche ist flachgedeckt und von einer dreiseitigen Empore geprägt, die im Jahre 1755 eingebaut wurde. Weitere Ausstattungsstücke sind ein Kanzelaltar und eine Orgel, welche sich seit 1818 in der Kirche befindet. Ihre Glocken stammen aus den Jahren 1515 und 1612. Die ältere der beiden Glocken hat einen Durchmesser von 61 Zentimetern und befand sich ursprünglich noch im Vorgängerbau der Kirche. Die zweite Glocke ist mit einem Durchmesser von 41 Zentimetern  etwas kleiner.
Nach den bekannten Um- und Ausbauarbeiten in den Jahren 1755 und 1848 gab es in den 1980er Jahren umfangreiche Rekonstruktionsarbeiten. Derzeit gibt es Bestrebungen die Görschlitzer und auch die anderen Orgeln des Kirchspiels zu restaurieren.
Die Kirche in Görschlitz war früher eine Filialkirche der Kirche in Pristäblich. Von 1925 bis 2001 hatte Görschlitz eine eigene Kirchgemeinde. Seither gehört Görschlitz zur Kirchgemeinde Authausen.

Weitere Ansichten der Lutherkirche
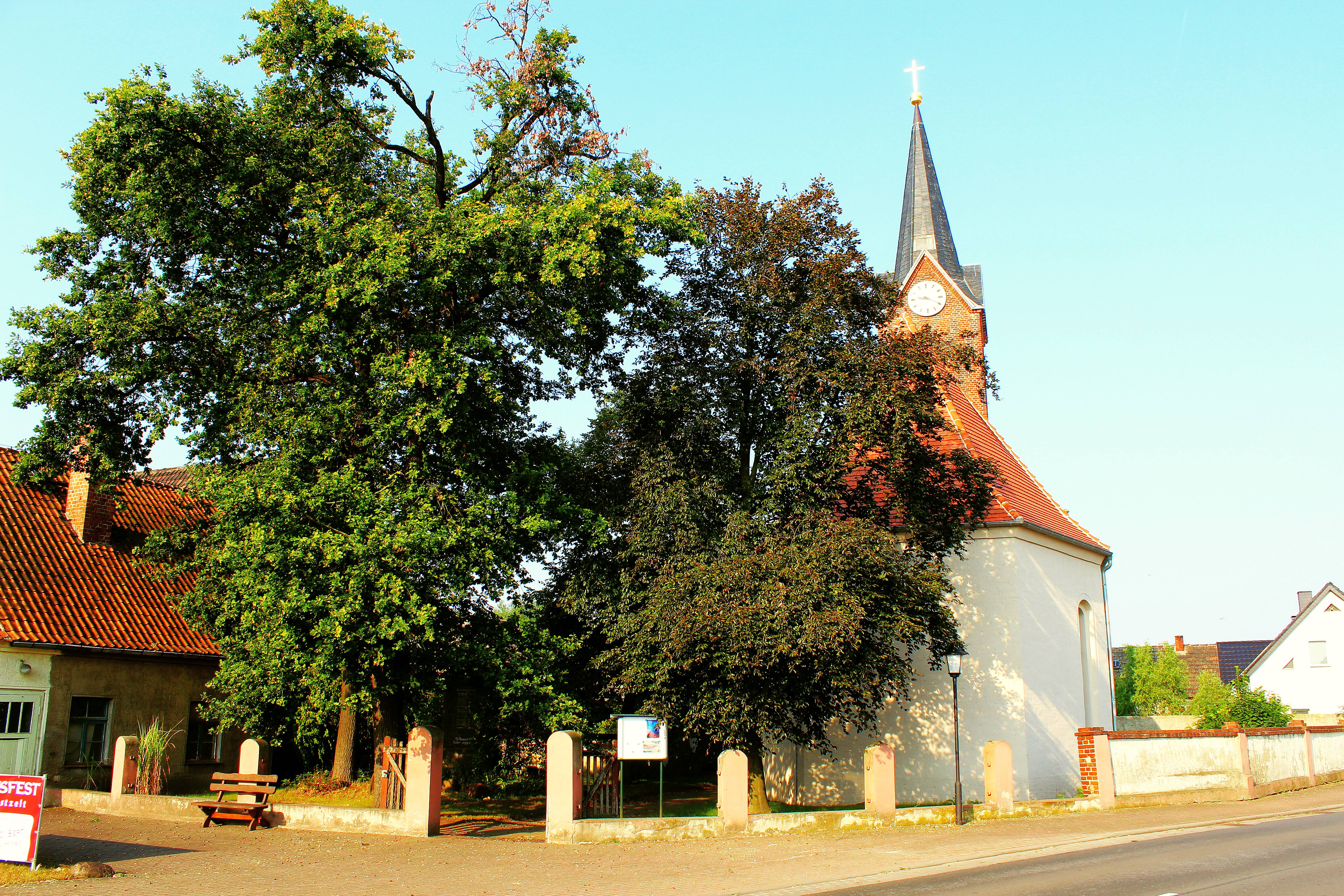
Ostseite
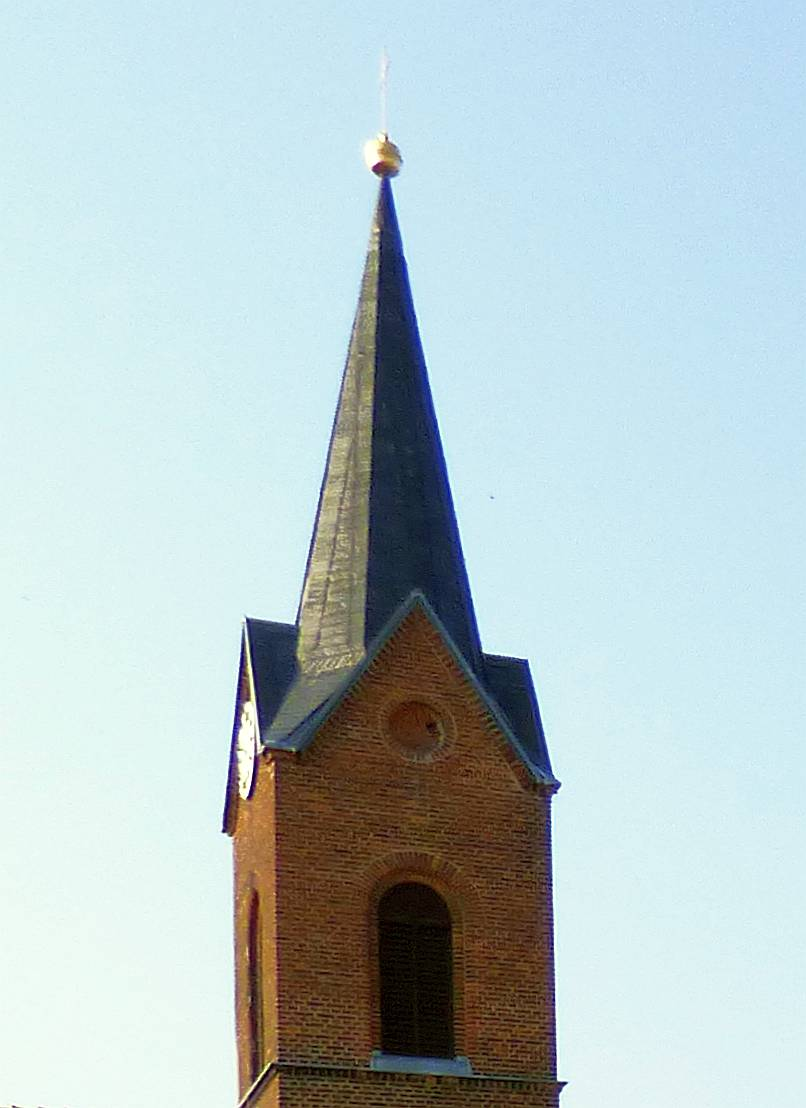
Glockengeschoss der Lutherkirche
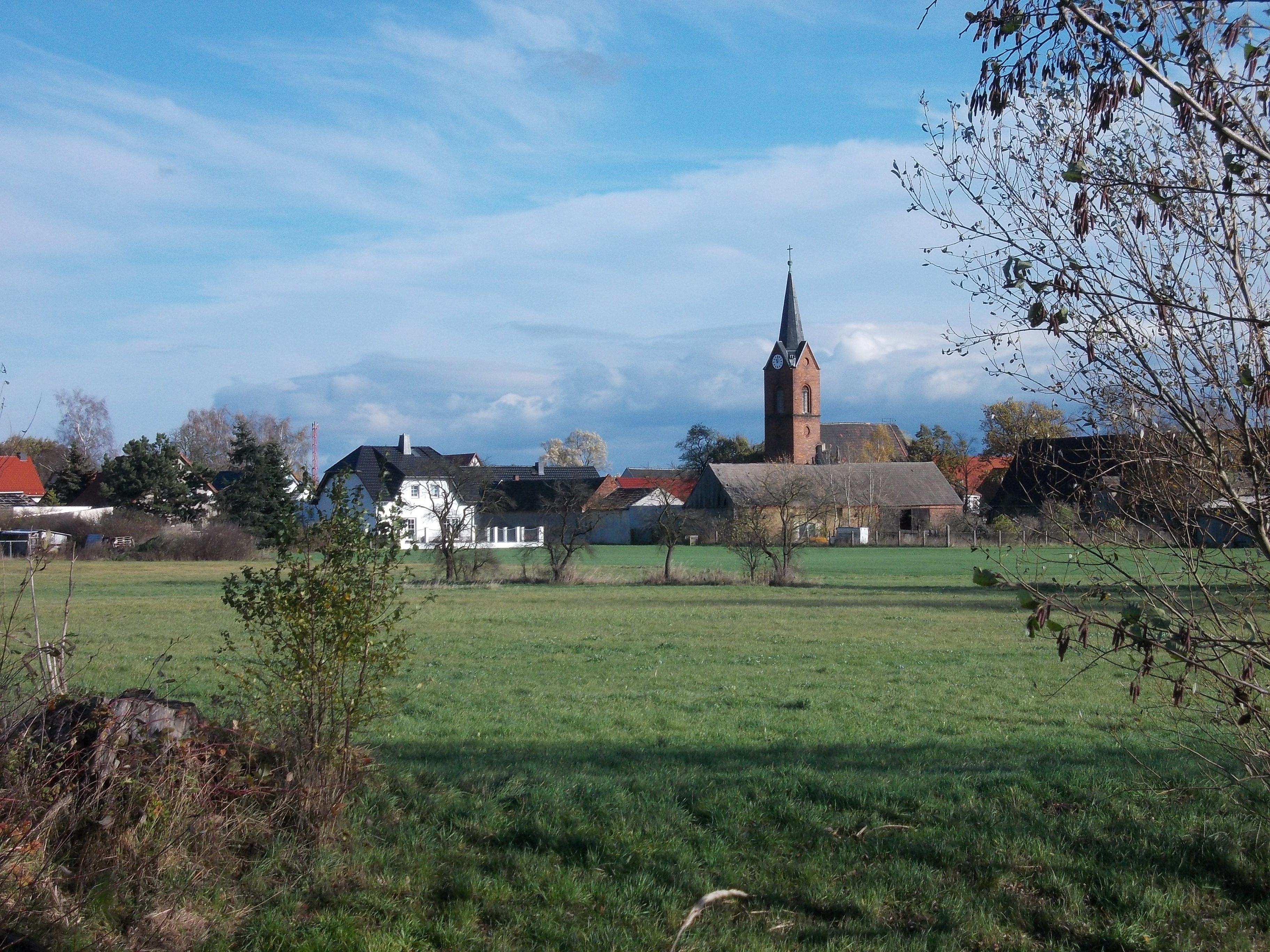
Görschlitz aus Richtung Südwesten gesehen

## Mahnen und Gedenken

### Gefallenendenkmal

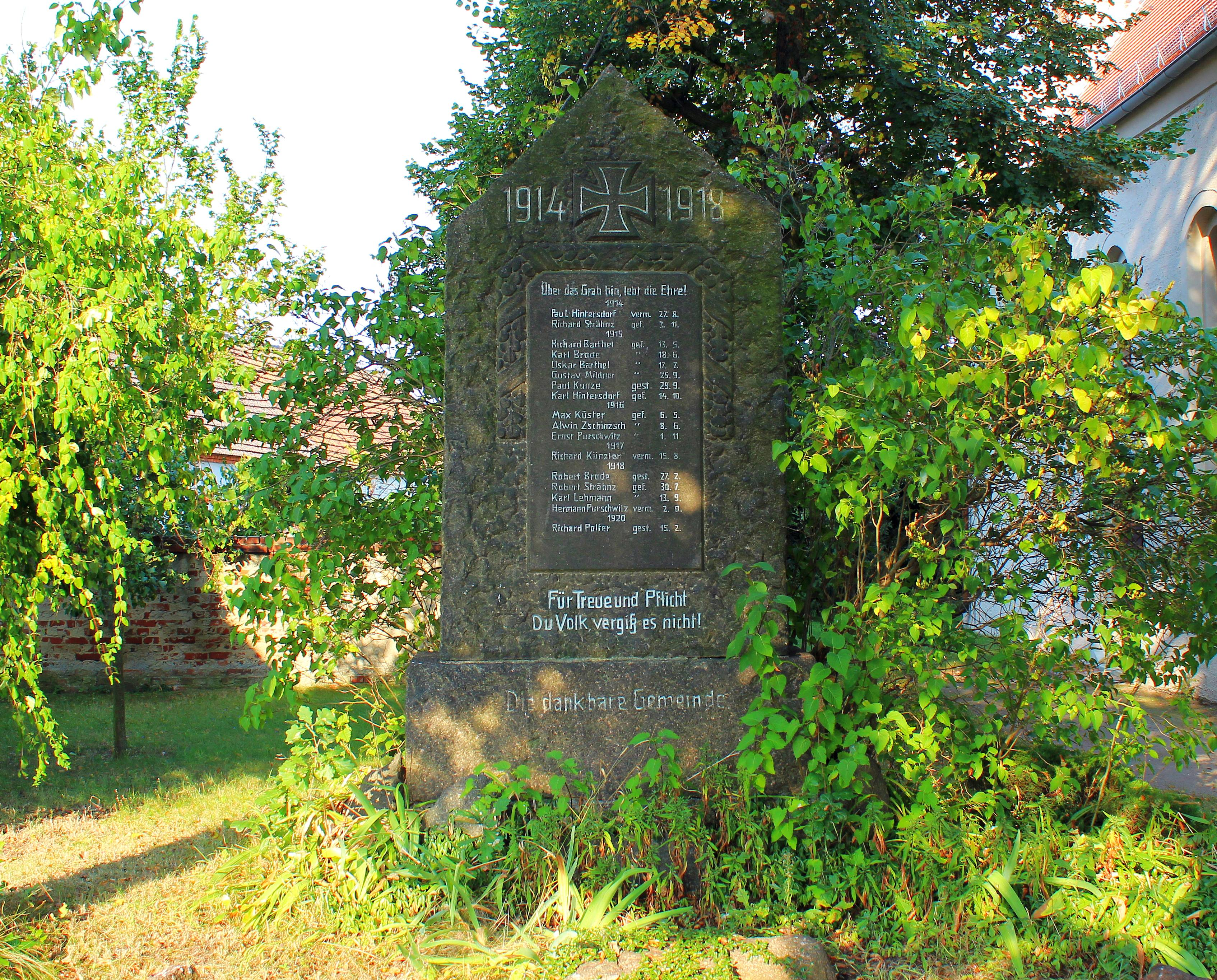
Gefallenendenkmal Görschlitz

Unmittelbar an der Kirche befindet sich ein Denkmal zu Ehren der im Ersten Weltkrieg gefallenen Dorfbewohner des Ortes. Dieses Denkmal besteht aus einer grob behauenen Stele mit spitzem Abschluss aus Beuchaer Granitporphyr. An ihrer Front ist eine glatt ausgemeißelte Namenstafel zu finden. Darunter ist die Inschrift „Für Treue und Pflicht Du Volk, vergiß es nicht. Die dankbare Gemeinde“ zu sehen.

### Der Görschlitzer Hexenstein
Ein weiteres Mahnmal haben die Görschlitzer im Jahre 2001 auf einem kleinen Schmuckplatz gegenüber der Kirche aufgestellt. Der Hexenstein erinnert an die mittelalterlichen Hexenprozesse, denen in jener Zeit zahllose Menschen unschuldig und grausam zum Opfer fielen. Für Görschlitz selbst sind zwei derartige Fälle bekannt.
Auf einer kleinen Schautafel wird einer alten Frau erinnert. Die aus Battaune stammende Elisabeth Mann hatte nach dem Tod ihres Mannes Hans das gemeinsame Haus, welches sie im Jahre 1650 erworben hatten, unter der Bedingung eines Wohn- und Unterhaltsrecht weiterveräußert. In der Folgezeit kam es zu Streitigkeiten mit den neuen Eigentümern, welche sie am Ende öffentlich der Hexerei bezichtigten, weil man angeblich im Bett der Frau Zauberdinge gefunden hatte. Die alte Frau landete im Gefängnis und der Fall landete als Inquisitionsverfahren vor dem Gericht des Amtes Düben. Noch vor dem Ende des Prozesses verstarb die Beschuldigte ohne Geständnis an den Folgen der grausamen Folter, welche ihr in der Haft widerfahren war, am 6. November 1669.
Mehr Glück hatte der Görschlitzer Schulmeister Sigismund Schneider ein Jahr zuvor. Dieser war im August 1668 vom Lindenhayner Pfarrer nach Streitigkeiten der Hexerei beschuldigt worden. Der Fall landete mit einem Verhör vor dem Amtsschösser in Eilenburg und es folgte eine Beschwerde verbunden mit der Bitte um Klärung beim Eilenburger Superintendenten durch den Beschuldigten.

Hexenstein
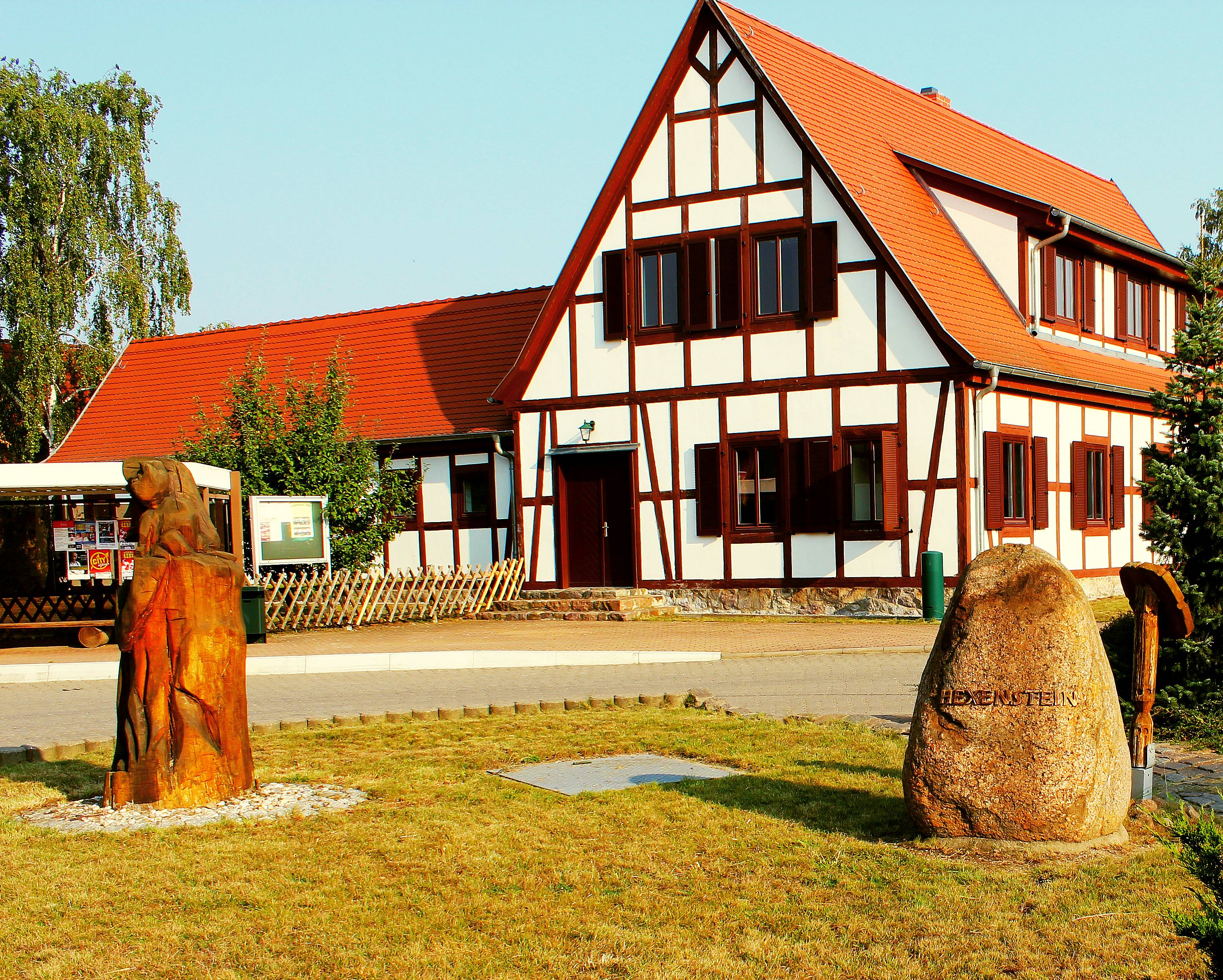
Hexenstein und Hexenskulptur
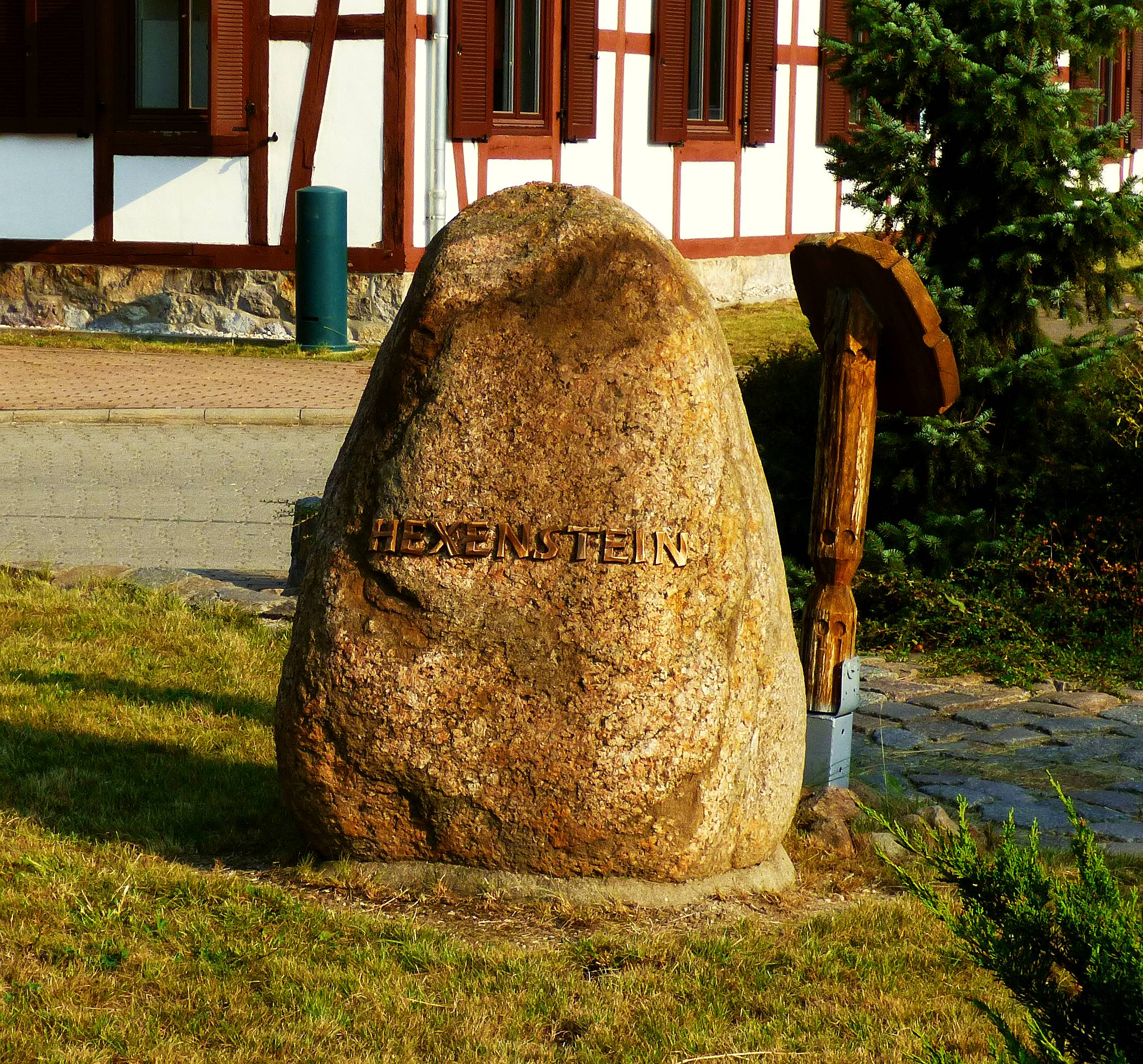
Hexenstein
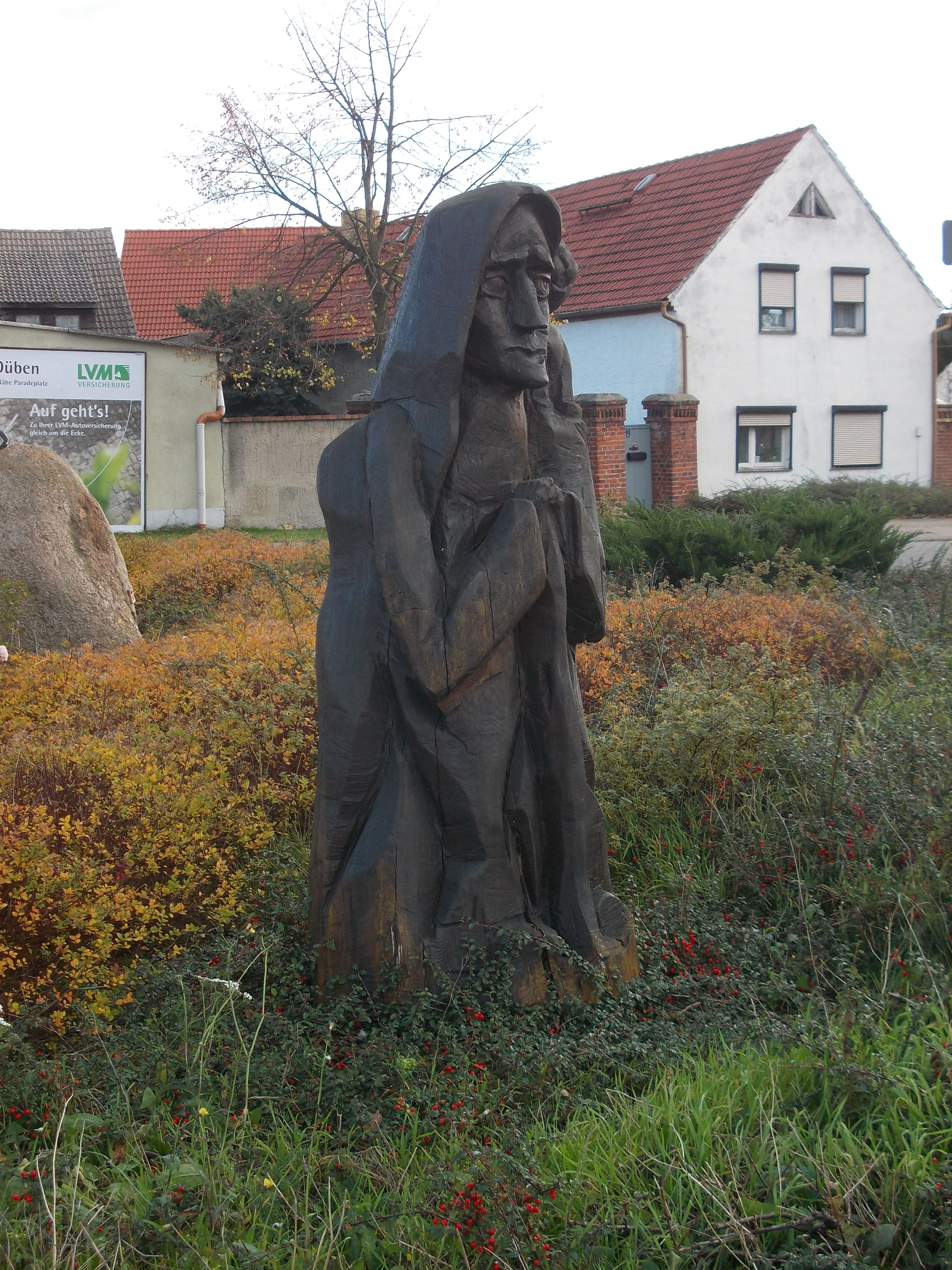
Skulptur am Hexenstein